# Willi Keller (Maler, 1944)
Willi Keller (* 21. Februar 1944 in Neuhausen am Rheinfall im Kanton Schaffhausen) ist ein Schweizer Maler und Fotograf.

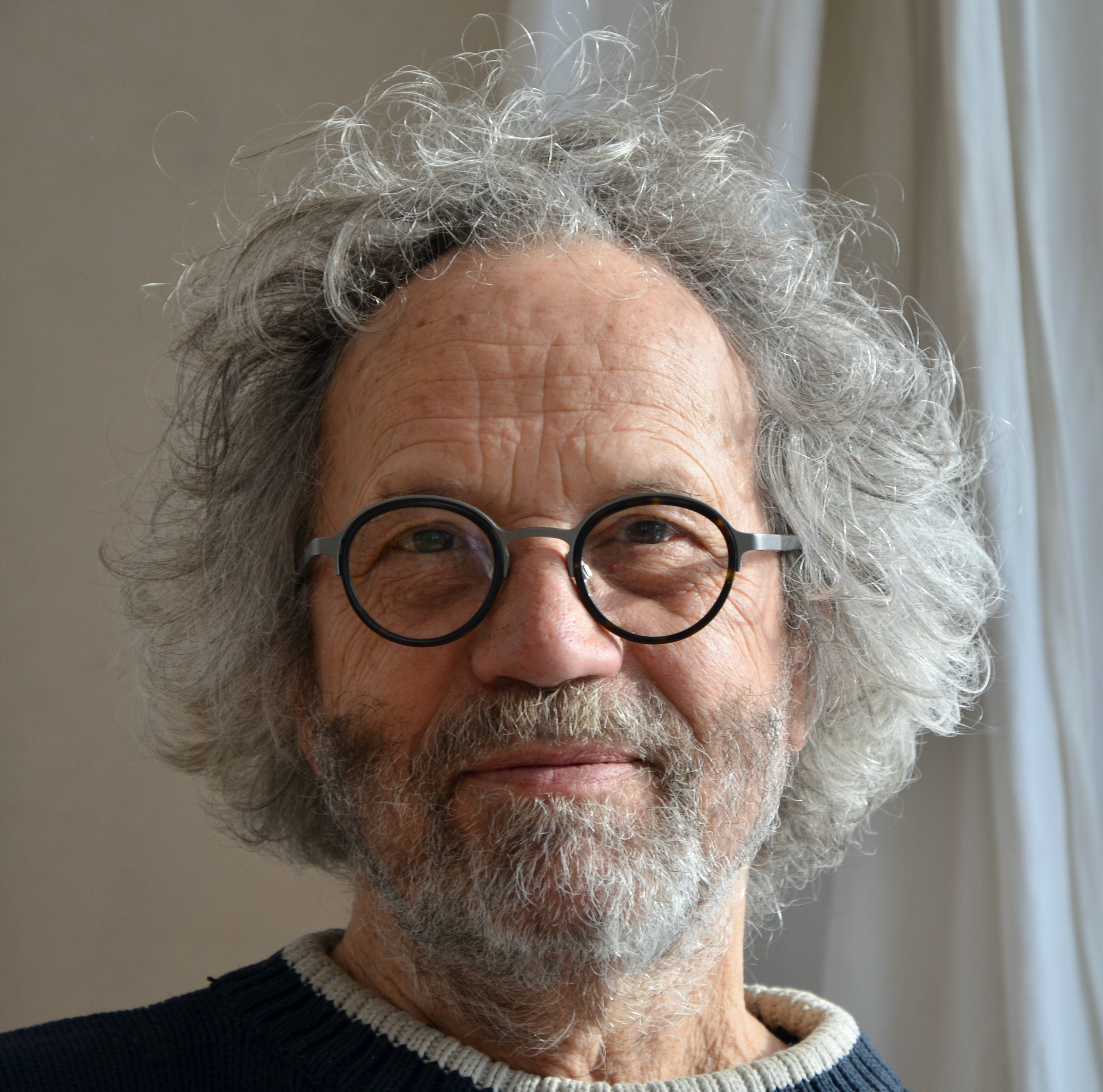
Willi Keller (2017)

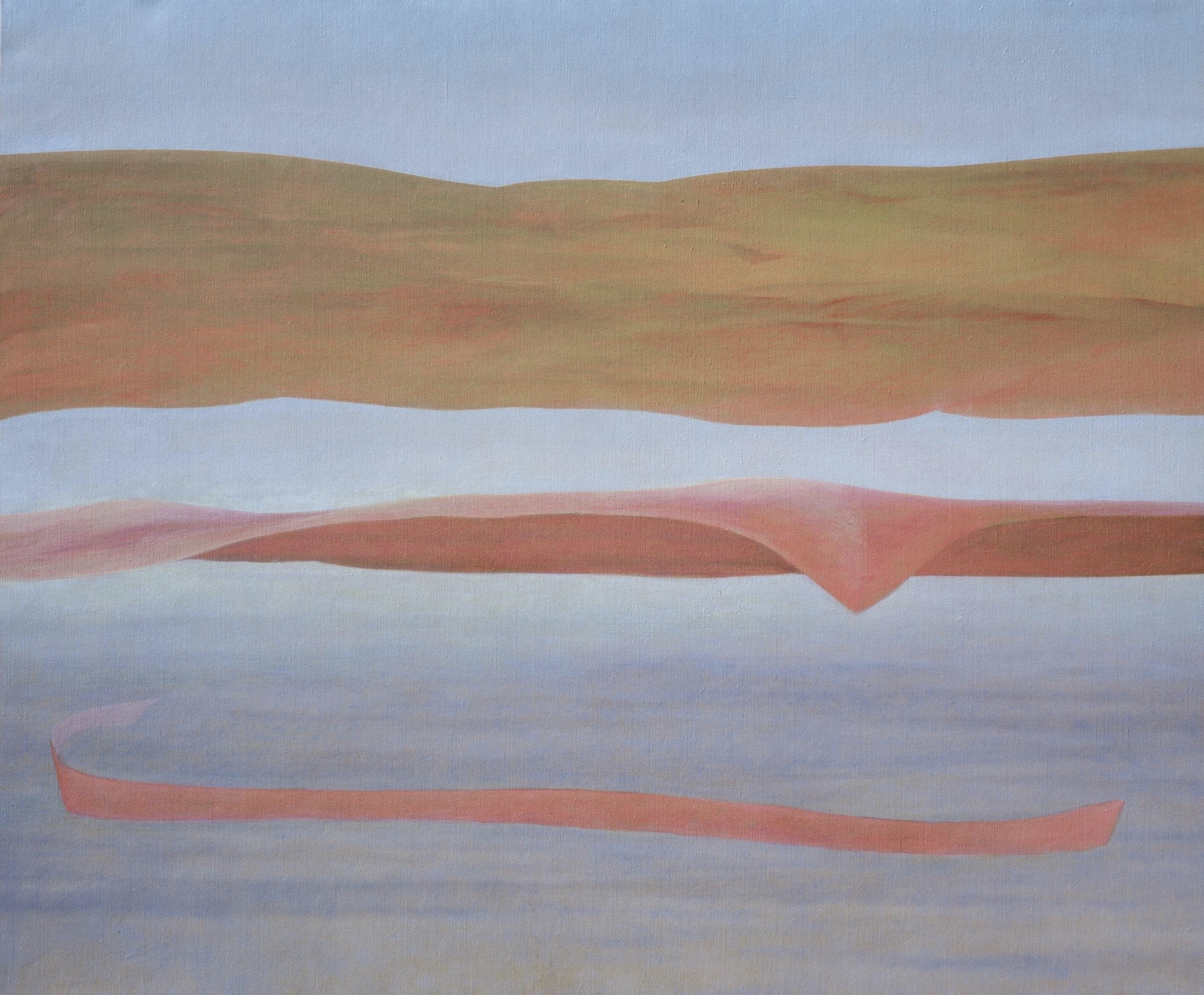
Schwebende Stoffe, Öl auf Leinwand, 120 × 100 cm

## Werdegang
Keller besuchte die Kunstgewerbeschule Zürich und bildete sich in der 
Psychiatrischen Universitätsklinik Burghölzli zum Psychiatriepfleger aus. 1974 absolvierte er einen Studienaufenthalt im staatlichen Künstleratelier Amsterdam. 1975/76 studierte er Druckgrafik an der Kunstgewerbeschule Zürich. Seit 1972 arbeitet Willi Keller als freischaffender Künstler – bis 1982 in Zürich und seither in Marbach SG. 2000 fügte er einen Studienaufenthalt in der Cité internationale des arts in Paris an. 2001 erhielt er den Anerkennungspreis der Arbeitsgemeinschaft Rheintal-Werdenberg. Keller ist seit 1972 Mitglied des Berufsverbandes Visarte.
Keller lebt und arbeitet in Marbach SG.

## Publikationen
- Willi Keller Fünfzig Jahre freies Kunstschaffen, mit Beiträgen von Peter Killer, Ruth Erat, Jolanda Spirig, Chronos Verlag, April 2022, ISBN 978-3-0340-1635-3
- Eingeschlossen - Alltag und Aufbruch in der psychiatrischen Klinik Burghölzli zur Zeit der Brandkatastrophe von 1971 von Sabine Jenzer, Willi Keller, Thomas Meier, Chronos Verlag Zürich, 2017, ISBN 978-3-0340-1414-4
- Werkkatalog I, 1969–1977 mit einer Einleitung von Peter Killer, Galerie Kolin, Zug
- Werkkatalog II, 1977–1980 mit einer Einleitung von Peter Killer, Galerie Kolin, Zug

## Presse
- Rheintaler, 14. Oktober 2022: Willi Keller erhält "Goldiga Törgga"
- St. Galler Tagblatt, Corinne Schatz, 12. Mai 2022: Diese Welt und nicht von dieser Welt
- Der Rheintaler, Max Pflüger, 18. April 2022: Auf der Leinwand ist alles möglich
- Saiten, Wolfgang Steiger, 16. Mai 2021: Dem Kuckuck ist Nest geschaut
- SRF Kultur, Michael Breu, 30. März 2021: So war das Leben in der "Psychi" wirklich
- NZZ, Dorothée Vögeli, 14. November 2017: Hinter verschlossenen Türen erstickt
- Tages-Anzeiger, Helene Arnet, 7. Oktober 2017: Vor der Brandkatastrophe
- St. Galler Tagblatt, Rolf App, 9. Mai 2015: Der Horizontsucher
- Entree - Leben und Wohnen am See, Renate Endres, 10. Dezember 2007: Mal über den Wolken, mal ganz auf dem Boden
- Unser Rheintal, Andreas Fagetti, 10. Dezember 2022: Willi Keller: Die Sprache der Seele
- Tages-Anzeiger, Barbara Handke, 3. Mai 1997: Lichterfüllte Landschaften

## Auszeichnungen
- 2022 Rheintaler Kulturpreis "Goldiga Törgga", Laudatio von Dr. Ruth Erat
- 2001 Anerkennungspreis der Arbeitsgemeinschaft Rheintal-Werdenberg